# Ernesto Cardenal
Ernesto Cardenal Martínez (Granada, 20 gennaio 1925 – Managua, 1º marzo 2020) è stato un poeta, presbitero e teologo nicaraguense.
Protagonista della rivoluzione sandinista in Nicaragua del 1979, ministro della cultura dal 1979 al 1987, è stato tra i massimi esponenti della teologia della liberazione e fondatore della comunità religiosa dell'isola di Solentiname dove ha vissuto dieci anni. Nel 1984 gli fu proibito da Papa Giovanni Paolo II di amministrare i sacramenti, riabilitato poi da Papa Francesco nel 2019.

## Biografia
Nato in una ricca famiglia di Granada, in Nicaragua, cugino di primo grado del poeta Pablo Antonio Cuadra, Cardenal studiò Lettere dapprima all'Università di Managua e poi, tra il 1942 e il 1946, in Messico. Si trasferì quindi a New York per completare gli studi (1947-1949) e fino al 1950 viaggiò attraverso l'Italia, la Spagna e la Svizzera.
Tornato in patria, militò nella resistenza contro il regime di Anastasio Somoza García, che era sostenuto dagli Stati Uniti, e nel 1954 partecipò alla Rivoluzione di Aprile, un tentativo fallito di mettere fine alla dittatura in Nicaragua.
Convertitosi al cattolicesimo nel 1956, Cardenal decise di entrare come novizio nel monastero trappista di Nostra Signora a Gethsemani (in Kentucky), dove fu discepolo del religioso e poeta Thomas Merton. Lasciò l'abbazia nel 1959 per completare gli studi teologici a Cuernavaca, in Messico, dove venne ordinato sacerdote nel 1965.
Fu cofondatore della comunità religiosa, quasi monastica, prevalentemente contadina, di Solentiname, su un'isola nel Lago Nicaragua, dove predicò la non-violenza appresa da Merton e dove fondò anche una colonia, chiamata degli artisti, dedicata alla pittura e alla scultura e visitata molte volte da artisti e scrittori della regione come Willarson Brandt, Julio Cortázar, Asilia Guillén e Aedes Margarita. Fu lì che fu scritto il libro El Evangelio en Solentiname (Il Vangelo in Solentiname).
Cardenal ha collaborato strettamente con il Frente Sandinista de Liberación Nacional (FSLN) nel lavoro per rovesciare il regime di Anastasio Somoza Debayle. Scoperta la sua appartenenza al FSLN, fu costretto a rifugiarsi all'estero: divenne ambasciatore dell'opposizione sandinista all'Avana (Cuba).

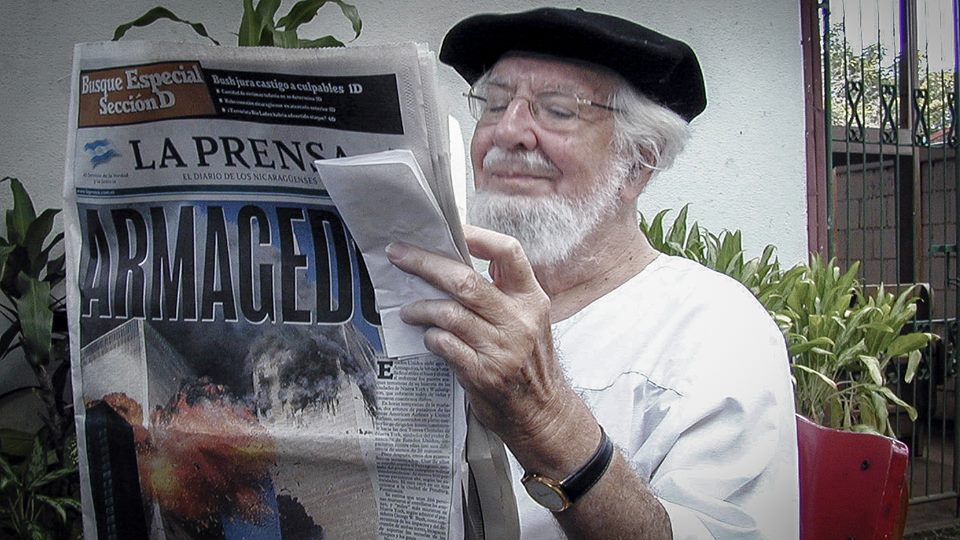
Cardenal a Managua nel 2001

Favorevole ad una "rivoluzione senza vendetta", il 19 luglio 1979 entrò a Managua con le truppe rivoluzionarie abbattendo il regime di Anastasio Somoza Debayle (figlio del precedente presidente); venne nominato ministro della Cultura dal nuovo governo guidato da Daniel Ortega mentre il fratello. Fernando Cardenal, anche lui sacerdote cattolico nell'ordine dei gesuiti, diventò ministro dell'Educazione. Nel 1983, durante la sua visita in Nicaragua, papa Giovanni Paolo II lo invitò pubblicamente a dimettersi; essendosi rifiutato, fu in seguito sospeso a divinis. Continuò a rivestire la carica fino al 1987, quando il suo ministero venne soppresso per ragioni finanziarie. Due anni prima, su invito di "Collettivo R", diretto da Luca Rosi, si recò a Firenze dove tenne, tra l'altro, un recital. Lesse e furono lette poesie sue e di numerosi autori latinoamericani.
Nel 1989 Ernesto Cardenal fondò con l'attore Dietmar Schönherr a Granada la Casa de los Tres Mundos, un progetto di cultura e sviluppo.
Durante il governo sandinista, prima di essere ministro dell'istruzione tra il 1984 e il 1990, Cardenal promosse e coordinò una grande campagna di alfabetizzazione, che gli valse un riconoscimento mondiale da parte dell'Unesco. Grazie a quella campagna, almeno 500.000 nicaraguensi impararono a leggere e a scrivere.
Cardenal abbandonò il FSLN nel 1994, in polemica con quella che lui interpretò come deriva autoritaria nella gestione del partito da parte di Daniel Ortega, definendo quella gestione "una rapina del popolo" e la dittatura "non un movimento rivoluzionario". Diventò membro del Movimiento de Renovación Sandinista (MRS) che partecipò alle elezioni generali del Nicaragua del 2006. Pochi giorni prima spiegò la sua decisione in proposito: "Penso che sia più desiderabile un autentico capitalismo, come sarebbe quello di Eduardo Montealegre — il candidato presidenziale per l'Alleanza liberale nicaraguense, ndr — che una falsa rivoluzione".
Nel febbraio 2019 è stato riabilitato da Papa Francesco.
Cardenal è morto il 1º marzo 2020 a 95 anni in seguito a complicazioni dovute a problemi di cuore e di reni.

## La poesia
Il tema principale dell'opera di Cardenal è l'oppressione nella società contemporanea: scopo della sua poesia è quello di motivare i suoi lettori ad agire per il cambiamento sociale. In Cardenal il cristianesimo è inteso come denuncia dell'ingiustizia e profezia di riscatto.
Il suo stile è stato fortemente influenzato dai Cantos di Ezra Pound (accostamento di immagini diverse, contrasto tra passaggi poetici lirici e prosastici, l'enfatizzazione della relazione fra realtà socioeconomica e spiritualità).
Tra le sue opere, vanno ricordate: Hora 0 e Gethsemany, Ky (1960); Epigramas (1961), considerato il suo capolavoro; Salmos (1964), parafrasi dei salmi biblici riletti in chiave contemporanea; Oración por Marilyn Monroe y otros poemas (1965), denuncia dell'alienazione e della mercificazione del mondo capitalistico; El Estrecho Dudoso (1966) e Homenaje a los indios americanos (1969), dedicate al dramma storico dei nativi americani; Canto nacional e Oráculo sobre Managua (1973); Quetzalcoatl (1988), poema in cui l'evocazione delle antiche civiltà precolombiane diventa una critica alla degradazione dei rapporti umani nel mondo capitalistico; Canto Cósmico, esteso ed originale poema del 1992, uno dei più importanti prodotti dalla poesia latino-americana dopo il Canto Generale di Pablo Neruda.
L'abilità tecnica e la rilevanza sociale della sua opera hanno contribuito a farlo considerare come uno dei più importanti poeti latino-americani della seconda metà del XX secolo. Nel maggio del 2005 è stato candidato al Premio Nobel per la Letteratura.